# 염모 (고구려)
염모(冉牟, ?~?)는 고구려의 장수이다. 발견된 모두루묘지명(牟頭婁墓誌銘)을 통해서만 그의 기록이 남아있다. 

## 생애
관등은 대형(大兄)이며, 그의 가문은 건국 초부터 고구려 왕실과 가까운 가문으로 추정된다. 고구려 내부에서의 반란의 진압과 모용선비(慕容鮮卑) 등 변방의 외적 등과의 전투에 참여해 공을 세워 고구려 왕실로부터 관직과 토지 및 예속민 등을 대대로 하사받았다고 한다.